# Soffocamento nella cenere
Il soffocamento nella cenere era un metodo di esecuzione delle condanne a morte in cui la vittima veniva immersa nella cenere fino a causarne la morte per asfissia. Esistono testimonianze dell'utilizzo di questo tipo di pena capitale sia nell'antica Persia che in alcune civiltà mesoamericane.

## Antica Persia
Nell'antica Persia esisteva un metodo di esecuzione che prevedeva che il condannato fosse gettato in una torre o in una stanza piena di cenere. A questo punto, con la persona ancora viva, venivano attivati dei congegni rotanti che di fatto creavano una nuvola di cenere attorno al condannato che moriva per soffocamento inalando gradualmente la cenere o venendo letteralmente sepolto da essa.
La descrizione di tale supplizio è arrivata sino ai nostri giorni sia grazie all'opera di Valerio Massimo che alla Bibbia, dove se ne parla all'interno del Secondo libro dei Maccabei, in particolare al punto 13.5-8.
Sembra che il primo ad aver subito tale pena sia stato Sogdiano, re di Persia della dinastia achemenide, nonché faraone della XXVII dinastia egizia. Attorno al 424 a.C., per salire al trono, egli si macchiò dell'omicidio del fratellastro Serse II, e fu a sua volta ucciso, solo sette mesi dopo, da un altro suo fratellastro, Oco, che salì poi al trono con il nome di Dario II. Tale metodo fu scelto da Oco poiché egli aveva promesso a Sogdiano che non lo avrebbe ucciso né con la spada, né con il veleno, né per la fame. Allo scopo di evitare ulteriori tentativi di scalata al potere, Dario II, su istigazione della moglie Parisatide, eliminò allo stesso modo il proprio fratello Arsite, condannandolo per ribellione, assieme al generale Artifio. Un simile destino ebbe, qualche anno dopo, un altro generale ribelle, Pisutne, già satrapo di Lidia, che tentò di prendere il potere assoluto sul territorio che già governava in nome di Dario II.
Attorno al 162 a.C., Menelao, sommo sacerdote d'Israele, fu accusato di ribellione ed ucciso utilizzando il soffocamento nella cenere per ordine di Lisia, reggente della Siria per conto dell'imperatore seleucide Antioco V Eupatore.

## Civiltà Acolhua
Nel XV secolo, Acolmiztli Nezahualcóyotl, signore della città di Texcoco, nell'attuale Messico, capitale del popolo precolombiano degli Acolhua, promulgò un codice di leggi il cui testo è parzialmente giunto fino ai nostri giorni. In tale codice egli stabilì che chiunque fosse stato ritenuto colpevole di aver avuto un ruolo attivo in un rapporto anale omosessuale avrebbe dovuto essere soffocato in un cumulo di cenere; la persona che avesse avuto invece un ruolo passivo avrebbe dovuto essere sventrata, le si sarebbe dovuto estrarre l'intestino, riempita di cenere e infine bruciata.